# Codorniz-arlequim
A codorniz-arlequim (Coturnix delegorguei) é uma espécie de ave da família Phasianidae.

## Distribuição geográfica
Pode ser encontrada nos seguintes países: Angola, Botswana, Burundi, Camarões, República Centro-Africana, Chade, Comoros, República do Congo, República Democrática do Congo, Costa do Marfim, Guiné Equatorial, Eritreia, Etiópia, Gabão, Gambia, Gana, Quénia, Lesoto, Libéria, Madagáscar, Malawi, Mali, Moçambique, Namíbia, Nigéria, Omã, Ruanda, São Tomé e Príncipe, Senegal, Somália, África do Sul, Sudão, Essuatíni, Tanzânia, Uganda, Iémen, Zâmbia e Zimbabwe.